# Tomasz Merta
Tomasz Adam Merta, né le 7 novembre 1965 à Legnica et mort le 10 avril 2010 a Smolensk lors de l'accident de l'avion présidentiel polonais à Smolensk, est un historien et secrétaire d'État au ministère de la Culture et du Patrimoine national du gouvernement polonais.
Il était diplômé d'une licence en philologie polonaise à la Faculté des études polonaises à l'université de Varsovie.

## Politique
En 2000-2001, il a été conseiller auprès de la ministre de la Culture et du Patrimoine national.
Le 4 novembre 2005, il a été nommé au poste de secrétaire d'État au ministère de la Culture et du Patrimoine national et de l'inspection général des Monuments. À la suite de la formation d'un nouveau gouvernement, le 16 novembre 2007, il fut maintenu dans sa charge ministérielle.

## Accident d'avion
Le 10 avril 2010 à 10 h 41 heure locale (6 h 41 UTC), le Tupolev 154 transportant le président polonais Lech Kaczyński s'écrase lors d'une tentative d'atterrissage sur l'aéroport de Smolensk-nord, ne laissant aucun survivant parmi les 96 personnes à bord. Outre le chef de l'État, son épouse Maria Kaczyńska, le chef d'état-major des armées Franciszek Gągor ainsi que les dirigeants des différents corps de l'armée polonaise, le gouverneur de la Banque nationale de Pologne, le vice-ministre des Affaires étrangères, des membres des deux chambres parlementaires (dont les vice-présidents des deux chambres), des membres du cabinet présidentiel, des membres du clergé polonais et des représentants des familles des martyrs de Katyń périssent dans cette catastrophe. Tomasz Merta meurt lors de cette tragédie.